# Antoon Molkenboer
Antonius (Antoon of Anton) Henricus Johannes Molkenboer (Leeuwarden, 8 april 1872 – Haarlem, 10 maart 1960) was een Nederlands kunstenaar en kunstnijveraar. Hij was onder meer actief als schilder, glasschilder, boekbandontwerper, decoratieschilder, (van interieurs), tekenaar, grafisch vormgever, theaterdecorateur en mozaïekkunstenaar.

## Leven en werk
Molkenboer werd geboren als zoon van beeldhouwer en tekenaar Willem Molkenboer en  Marie Derkinderen, zus van kunstenaar Anton Derkinderen. Antoon Molkenboer was een broer van de kunstenaars Theo en Phemia Molkenboer en de Vondelkenner Bernard Molkenboer. Zijn opleiding genoot hij van 1889 tot 1892 aan de – door zijn vader opgerichte – Rijksnormaalschool voor Teekenonderwijzers in Amsterdam.

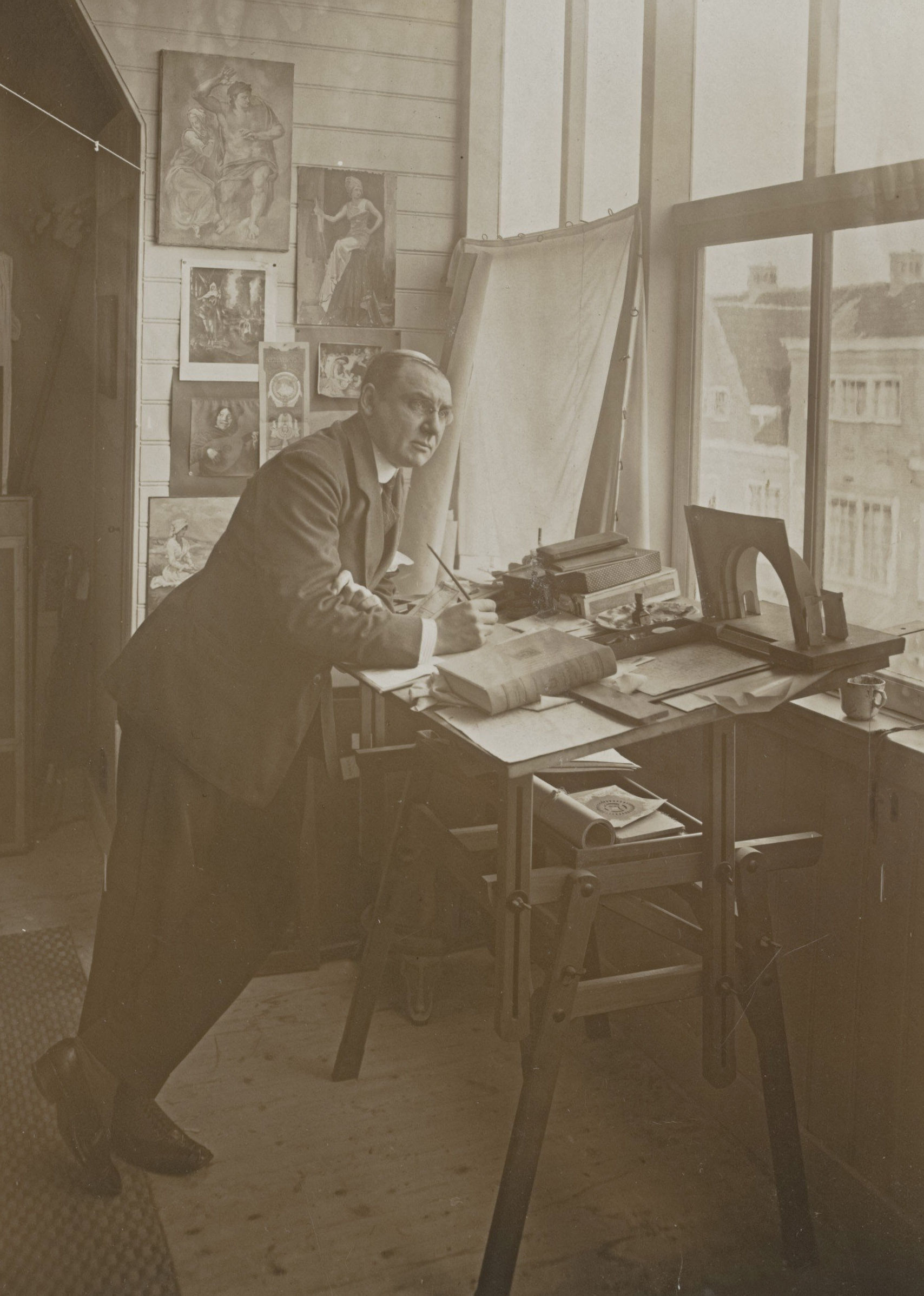
Molkenboer in 1917

Hij heeft gewerkt in de Verenigde Staten van Amerika in de periode 1905 - 1910. Tijdens zijn verblijf studeerde hij allereerst zes maanden in New York aan de Art Student League (ASL). Na bemiddeling van Jozef Israëls, de Nederlandse kunstenaar die in New York verbleef, kreeg hij van een kunsthandelaar de opdracht om in schilderingen de verwoestingen in San Francisco na de aardbeving op 18 april 1906 vast te leggen. Na de voltooiing van dit project dong hij mee naar een opdracht in Los Angeles, voor het aanbrengen van wanddecoraties in een nieuw te bouwen theater in Broadway, het Majestic Theatre. Hij maakte hiervoor de nodige schetsen en overwon een zware strijd met zijn concurrenten. Na de ondertekening van het contract huurde hij een grote hal, trok een groep kunstenaars aan van diverse pluimage en voltooide het project nog voor de opening van het theater, in november 1908. Hierna reisde hij terug naar New York en onder meer vanwege heimwee naar zijn familie en geboorteland, keerde hij in 1910 met zijn gezin terug naar Nederland.

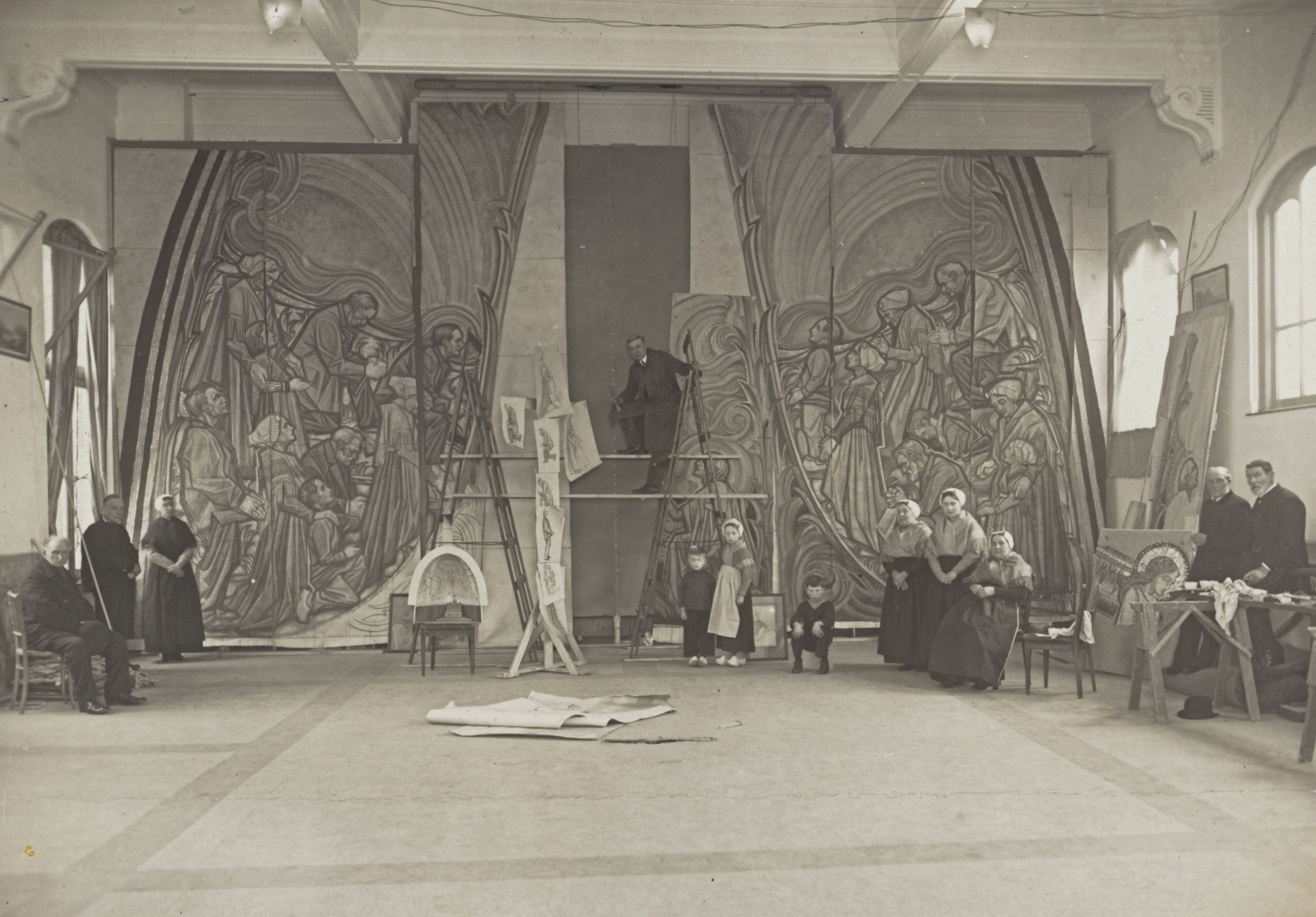
Molkenboer in zijn tijdelijk atelier in Scheveningen (1927)

Molkenboer werkte verder globaal van 1895 - 1905 in Amsterdam, in Den Haag van 1910 - 1942 en in Haarlem van 1942 - 1960.
Op initiatief van Jac. van den Bosch, H. Hana, K. van Leeuwen, W. Penaat en Antoon Molkenboer werd in 1904 de Nederlandsche Vereeniging voor Ambachts- en Nijverheidskunst opgericht. Hierin verenigden zich de kunstnijveraars van Nederland die vóór die tijd aangesloten waren geweest bij schilders- of architectenverenigingen.
Zo rond 1900 stond in een verhuisbericht van de drukkerij Ipenbuur & Seldam in Amsterdam het volgende:

Wij verbonden aan onze inrichting twee bekende kunstschilders de Heeren Th. en Antoon Molkenboer die zich bereid verklaarden voor het ontwerpen van aanplakbiljeten, diploma's, boekillustraties, show-cards, adreskaarten, briefhoofden en wat dies meer zij, zoodanig te maken dat hun teekeningen voor reproductie op steen of voor den boekdruk geschikt zijn.

Molkenboer werd onder meer benoemd tot ridder in het Legioen van Eer en officier in de Orde van Oranje-Nassau. Hij overleed in 1960, op 87-jarige leeftijd, en werd begraven op de roomse begraafplaats in Heemstede.

## Enkele werken
- 1902 programmabiljet, kleding en wapens voor de voorstelling in de Stadsschouwburg in Amsterdam van de opera Tristan und Isolde Voor de Wagner Vereeniging
- 1908 wandschilderingen voor het Majestic Theatre, Broadway 842 , stadscentrum Los Angeles
- jaren 20 wandschilderingen voor de Onze-Lieve-Vrouw-van-Goede-Raadkerk in Den Haag
- 1922 schilderij Het Bovenaardse, Aardse en het Onderaardse voor het stadhuis in Rotterdam
- 1925-1927 drie achtereenvolgende series kinderpostzegels, waarin hij de wapens van de toenmalige elf provincies verwerkte in symbolische voorstellingen uit de natuur
- 1927 mozaïek voor de Antonius Abtkerk in Scheveningen
- 1930 mozaïek voor de sokkel van het Heilig Hartbeeld in Het Zand
- 1932 mozaïek boven entree Johannes de Doperkerk in Keijenborg
- 1936 monument voor Albert Vogel sr. op het Frederik Hendrikplein in Den Haag

## Galerij

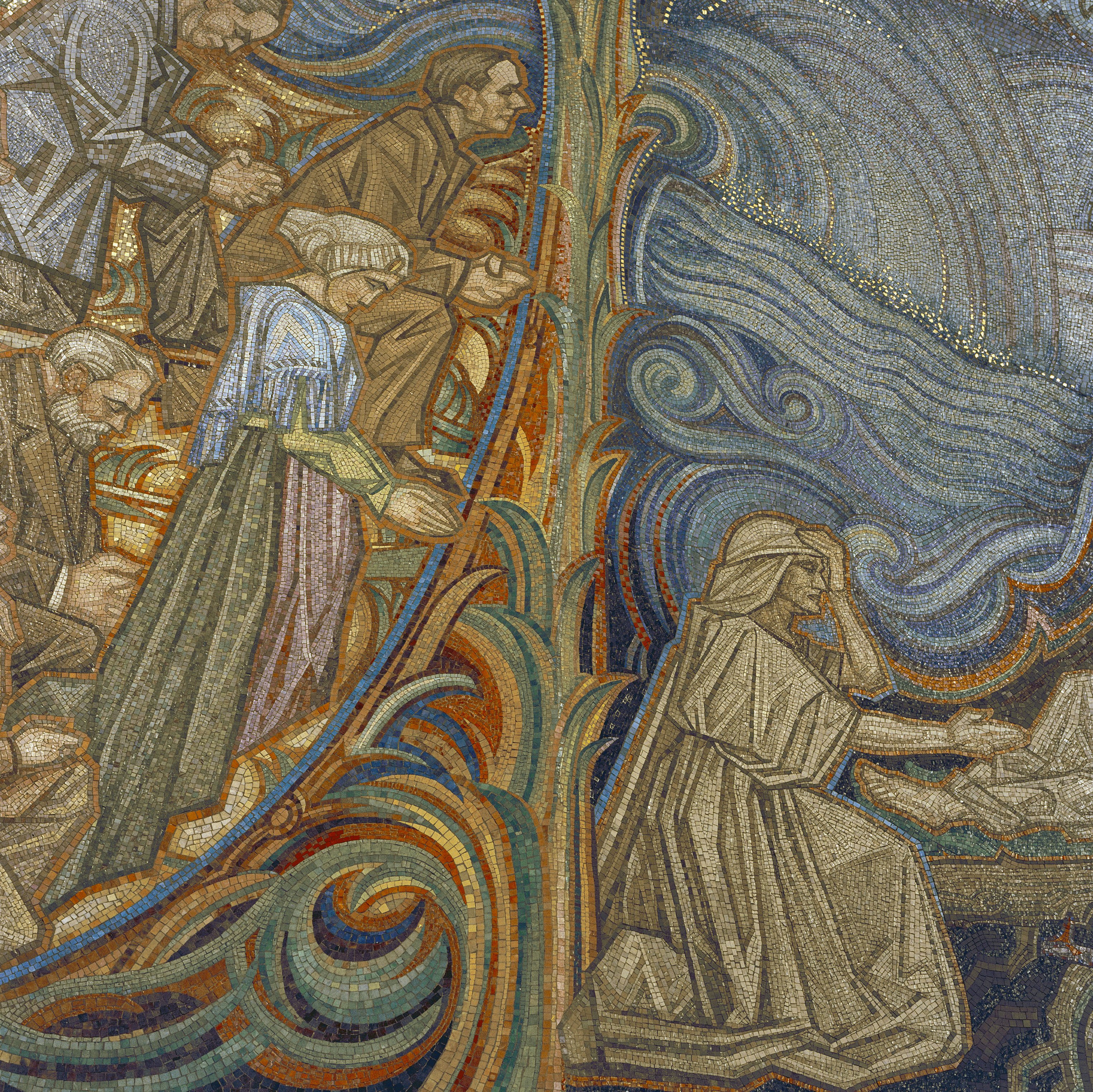
Detail mozaïek in de Antonius Abtkerk, Scheveningen
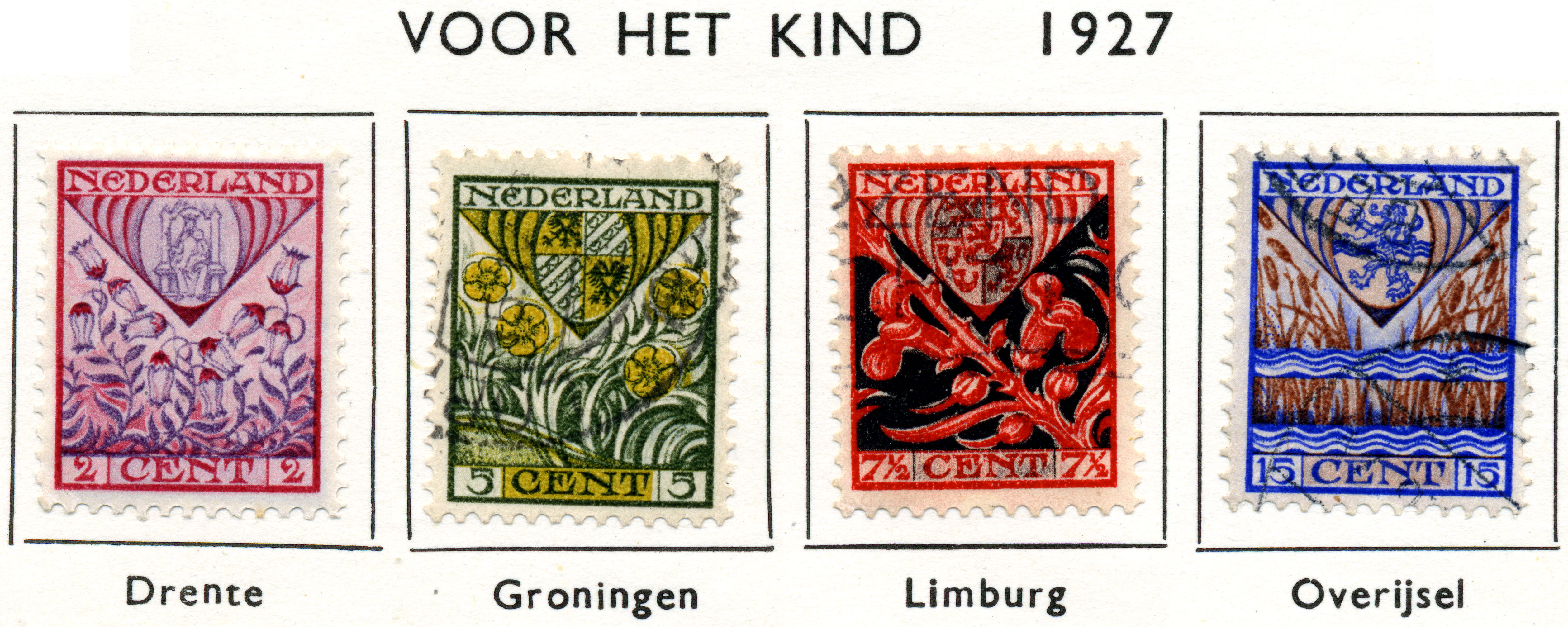
Kinderzegels 1927
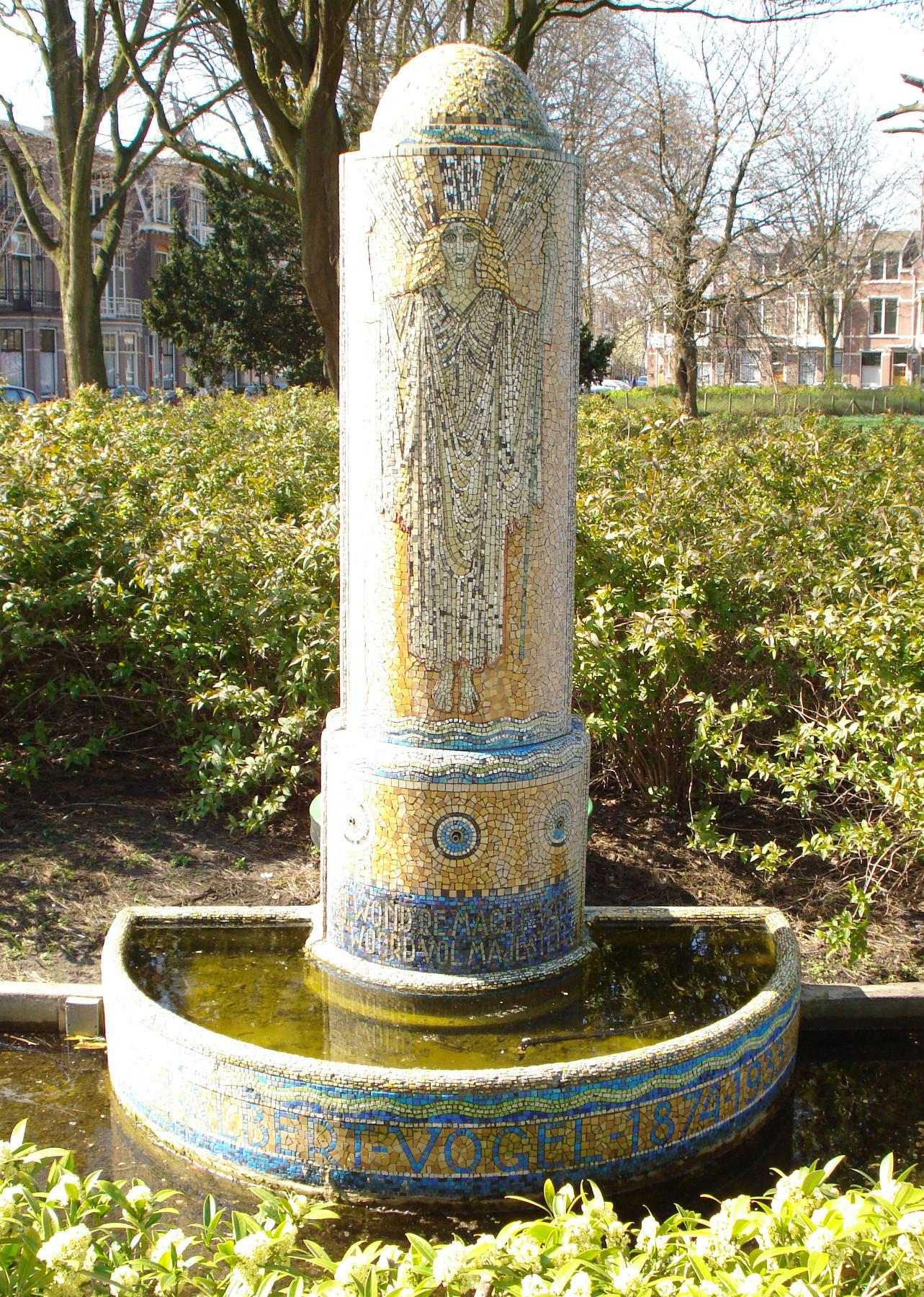
Monument voor Albert Vogel sr.
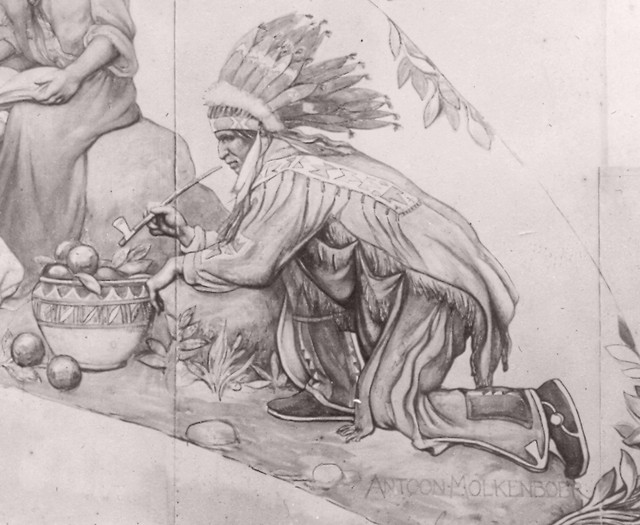
Interieur van het Majestic Theatre te Los Angeles, 1908
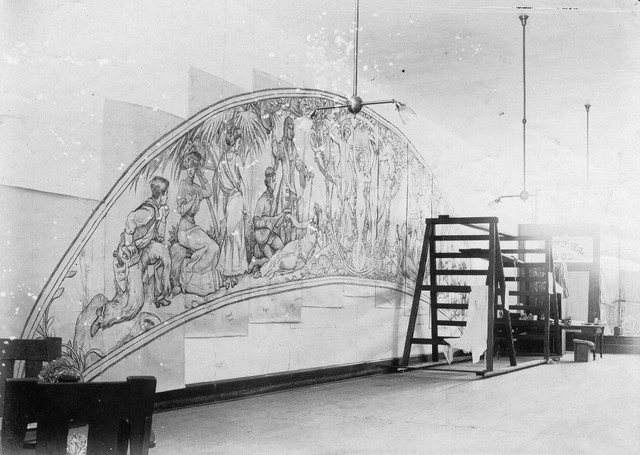
Majestic Theatre, 1908
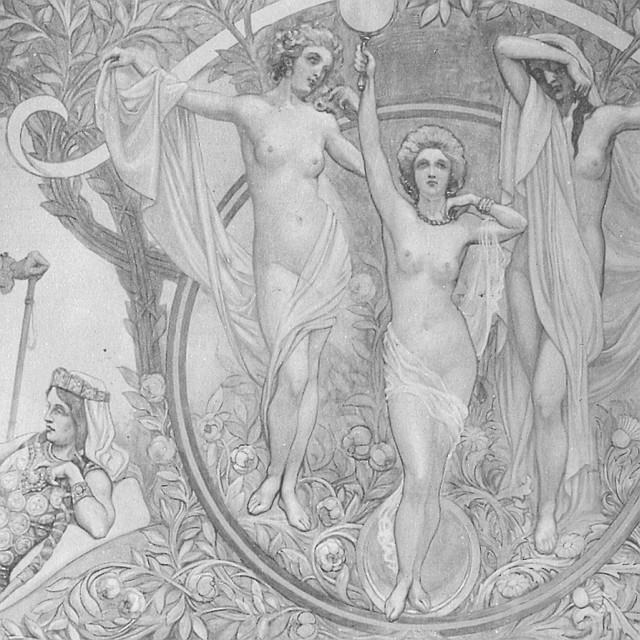
Majestic Theatre, 1908

- Biografisch Portaal: 06633382
- Digitale Bibliotheek voor de Nederlandse Letteren: molk002
- Gemeinsame Normdatei: 119103915
- International Standard Name Identifier: 0000 0000 6677 7104
- Library of Congress Control Number: n87821433
- Nederlandse Thesaurus van Auteursnamen: 069702268
- RKD-Nederlands Instituut voor Kunstgeschiedenis: 56719
- Système universitaire de documentation: 187518955
- Union List of Artist Names: 500107925
- Virtual International Authority File: 54950613
- WorldCat: E39PBJyrXtBctTmQQGykqdyKh3